# سمكة البوق
سمكة البوق (الاسم العلمي: Aulostomus) هي جنس من الأسماك تتبع فصيلة أسماك البوق من رتبة زماريات البحر. وهي تتواجد في المياه الأستوائية وهي كبيرة الحجم إذ يصل طولها إلى متر كامل. هيكلها ممدود كأنه بوق أو رمح، وهي من آكلات اللحوم.

## أنواع سمكة البوق
وهي تحتوي على ثلاثة أنواع:
- سمكة البوق الصينية
- سمكة البوق المبقعة
- سمكة البوق الأطلسية